# كاورو ياماموتو
كاورو ياماموتو (باليابانية: 山本薫) أكاديمية ومترجمة وباحثة يابانية.

## عن حياتها
حصلت على دكتوراة في الآداب من جامعة طوكيو للدراسات الأجنبية وتعمل مدرسة لتدريس اللغة العربية وآدابها والثقافة العربية في عدة جامعات يابانية.

## من أعمالها
لها عده مؤلفات منها:
- أصدرت مقالات عديدة حول الأدب العربي القديم والمعاصر وترجمت أعمال إميل حبيبي ورشيد الضعيف وعبد الرحمن الأبنودي وآخرين إلى اللغة اليابانية.
- أصدرت كتابا حول ترجمة العربية الإعلامية إلى اللغة اليابانية.

## عضوياتها
عضو سابق في مشروع الأبحاث والتعليم لدراسات الشرق الأوسط والدراسات الإسلامية في جامعة طوكيو للدراسات الأجنبية حيث كانت تشرف على فريق الترجمة المختص بالصحافة العربية.